# ГАЗ-67Б

ГАЗ-67Б 1958 год

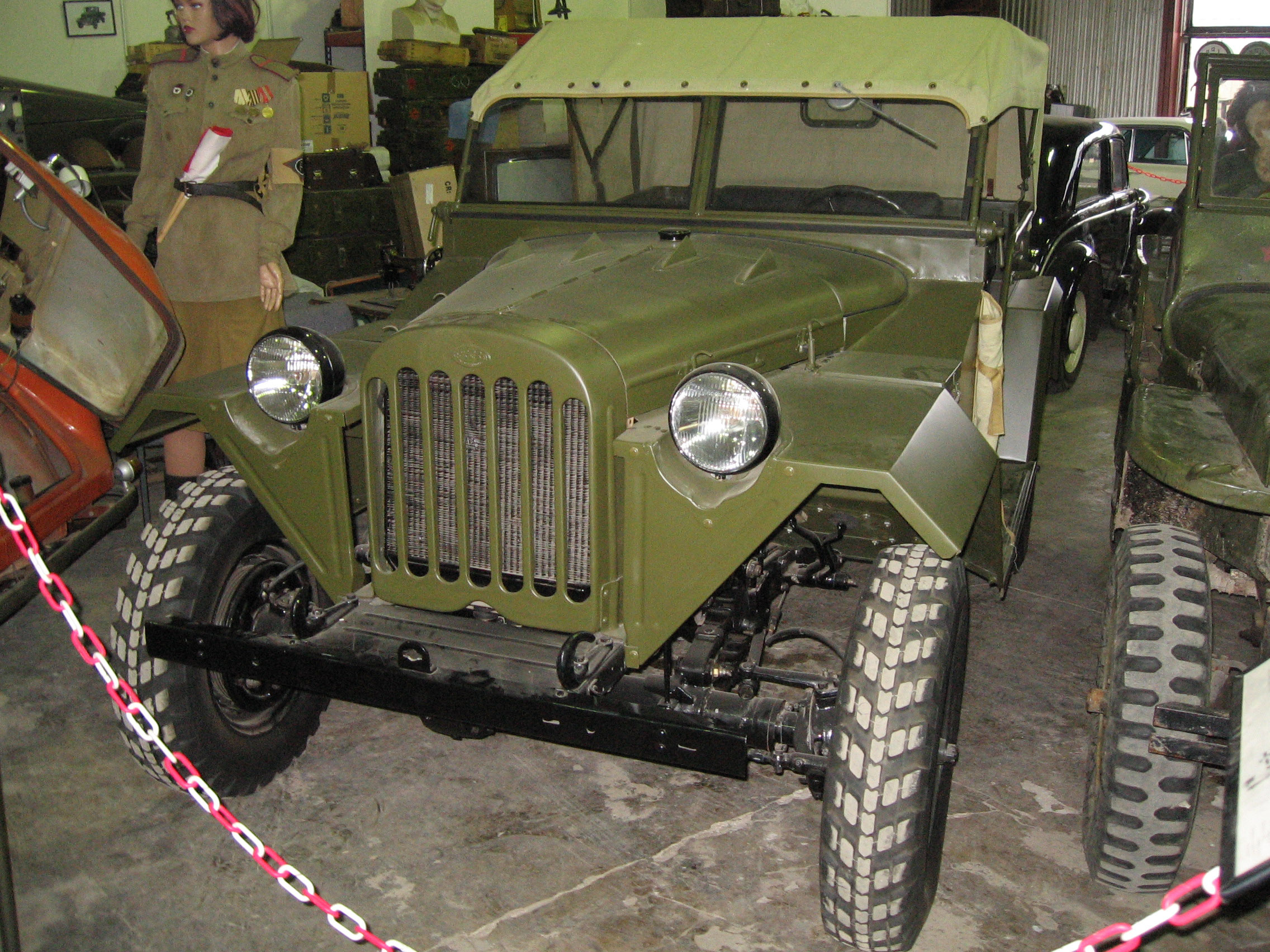
ГАЗ-67Б в музее Авторевю

ГАЗ-67 и ГАЗ-67Б — советские военные полноприводные легковые автомобили с упрощённым открытым кузовом, имевшим вырезы вместо дверей. Представляли собой дальнейшую модернизацию модели ГАЗ-64. Как и она, созданы под руководством ведущего конструктора В. А. Грачёва на базе агрегатов ГАЗ-М1. На завершающей стадии Великой Отечественной войны и позже Корейской войны ГАЗ-67Б широко использовался как штабной и разведывательный автомобиль, перевозчик пехоты и раненых, а также как лёгкий артиллерийский тягач.
Объёмы производства ГАЗ-67 и ГАЗ-67Б в годы войны были сравнительно невелики — 4851 ед., что составляло менее 1/10 от поставок в СССР ленд-лизовских Willys MB и Ford GPW, так как основное внимание уделялось производству бронеавтомобиля БА-64Б, с которым внедорожники были унифицированы по шасси. Объём производства ГАЗ-67 составил 3137 ед., ГАЗ-67Б до конца войны было произведено 1714 ед., а всего до конца выпуска в 1953 году — 92 843 ед.
После войны ГАЗ-67Б активно использовался не только в армии, но и в МГБ, МВД, геологоразведке, лесном и сельском хозяйстве и т. д. На его базе выпускалась бурильно-крановая гидравлическая машина БКГМ-АН (первый в мировой практике случай применения бурильно-крановой машины на легковом автомобиле), а также снегоочистители.

## История создания
Проектирование глубоко модернизированного ГАЗ-67 велось под руководством Виталия Андреевича Грачёва с февраля 1943 года. Главная задача модернизации — расширение колеи до нормальной и устранение выявленных недостатков. План проведения коренной модернизации ГАЗ-64 утвердили 26 сентября 1942 года, но к его реализации приступили только 15 февраля 1943 года. Над новым легковым автомобилем, получившим индекс «67» (номер кузова остался прежним), трудились в марте 1943 года ведущий конструктор Г. М. Вассерман, конструкторы Ф. А. Лепендин (компоновка). В. В. Банников. А. Л. Иванов, Ю. М. Немцов, А. Г. Кузин под руководством В. А. Грачёва. На опытных образцах ГАЗ-67 не сразу, а только в мае 1943 года стала восстанавливаться нормальная для легковых машин завода колея: передняя 1446 мм, задняя 1446 мм.
Построенный 23-27 апреля 1943 года в трёх опытных образцах (временно ещё с узкой колеёй), ГАЗ-67 прошёл в конце июля очередную и давно намеченную доработку: окончательно расширенная до нормального размера колея (как у грузовиков ГАЗ) и соответственно переделанные рама, кузов, установка глушителя. 31 июля 1943 года изготовили новое шасси ГАЗ-67Б (потом индекс «Б» был опущен и присвоен в 1944 году вместо «67В» ещё раз модернизированному автомобилю), а 7 августа 1943 года собрали и первый ширококолейный ГАЗ-67, который после всех доводок 21 августа 1943 года выехал из цеха. Осенью 1943 года он успешно выдержал заводские испытания (проводили В. В. Воронов, Г. И. Зяблов, А. В. Овсов и др.), во время которых (с 6 по 11 сентября 1943 года) было пройдено 2200 км с 76-мм пушкой ЗИС-3 (масса 1850 кг), из них 930 км по просёлку и 550 км по выбитому булыжнику. В результате ходовая часть пушки совершенно вышла из строя, а автомобиль ГАЗ-67 существенно не пострадал (за исключением мелких поломок), несмотря на тяжёлые дорожные условия.
23 сентября 1943 года первая машина сошла с конвейера. В октябре 1943 года был налажен ритмичный выпуск (10 серийных ГАЗ-67 — к 2 октября). До конца 1943 года их сделали 718, в 1944 году — 2419, а всего до конца 1945 года — 6068 (до 9 мая — 4851). В лучшие дни выпуск ГАЗ-67 достигал 15-20 единиц, но сборка шла неравномерно. В январе 1944 года был выпущен очередной модернизированный, ставший знаменитым ГАЗ-67Б, проходивший армейские испытания (проводились испытательной группой ГАВТУ КА) пробегом 20 тысяч километров с января по июнь 1944 года. По их завершении он сразу был внедрён в производство.
Производственный индекс «Б» модернизированного ГАЗ-67 (по своей традиции В. А. Грачёв индекс «А» опускал) имел преимущественно внутризаводское значение, не сразу устоялся и в эксплуатационной документации с 1944 года практически не отражался. В армии до конца 40-x годов он был незнаком даже офицерам-автомобилистам, долго ещё путавшим ГАЗ-64 и ГАЗ-67. Поэтому утверждение, что солдаты называли ГАЗ-67Б «бобиком» именно из-за его индекса, неверно — они эту машину не знали. Иногда под маркой ГАЗ-67Б ошибочно подразумевали (и это попало в справочники А. Д. Абрамовича) первые промышленные автомобили с широкой колеёй, выпускавшиеся с сентября 1943 года, полагая, что просто ГАЗ-67 (без индекса) — это бывший ГАЗ-64-416, доработанный по своей конструкции и доведённый до состояния устойчивого производства.
За создание ГАЗ-67 завод в январе 1944 года представил В. А. Грачёва на соискание Сталинской премии, которую ему не присвоили (в 1944 году Сталинская премия не присуждалась).

## Особенности конструкции
Для улучшения аэродинамики подкапотного пространства по предложению конструктора Б. Т. Комаревского в задней части крышек капота сделаны вытяжные щели — «продухи» (вопреки досужему мнению — не для обогрева ветрового стекла). Укороченная по сравнению с ГАЗ-61 (на 755 мм) база автомобиля позволила отказаться от заднего промежуточного карданного вала. Передний открытый карданный вал получил шарниры на игольчатых подшипниках ГАЗ-51 типа «Кливленд».
С целью увеличения переднего угла въезда до 75 градусов и облегчения преодоления вертикальных стенок (до 0,5 м), по предложению В. А. Грачёва передний мост подвесили на 4 четверть-эллиптических рессорах. Такой подвеске свойственна недостаточная надёжность — частые поломки листов из-за их нерационального и резкого нагружения, а также низкая боковая жёсткость. Для устойчивости прямолинейного движения (отсутствия «гуляния» машины) в шарнирах всех рессор применили хорошо защищённые и долговечные резьбовые пальцы и втулки от ГАЗ-11.
Во избежание резонансного «галопирования» при столь короткой базе и выбранной подвеске были необходимы мощные гидравлические амортизаторы. Конструкторы вынуждены были поставить четыре амортизатора (по два на ось) одностороннего действия от ГАЗ-M1, заведомо ненадёжных и малоэффективных. Более энергоёмкие и работоспособные амортизаторы двухстороннего действия ГАЗ-11 типа «Делько» были ещё в стадии освоения. Вездеход получил амортизаторы ГАЗ-11 только в третьем квартале 1951 года.
Рулевой привод отличался от ГАЗ-61 тем, что поперечная рулевая тяга проходила перед балкой переднего моста и была прямой, без изгиба, что резко повышало её жёсткость (недостаточную на ГАЗ-61), хотя и делало более уязвимой от фронтальных ударов. По условиям компоновки и конструкции рамы рулевая колонка была необычно наклонена на большой угол (10,27 градусов) в плане, но это никак не затрудняло управление.
Механический привод тормозов всех колёс — такой же тросовый, как на ГАЗ-11-73, но с жёстким раздаточным валом, приводимым равноценно ножной педалью и ручным рычагом. Для простоты конструкции уравнители не применялись.
Шины с грунтозацепами типа «расчленённая ёлка» размером 6,50-16 отечественного производства (ЯШЗ), разработанные для ГАЗ-64, значительно повышали проходимость по деформируемым поверхностям, в частности влажным грунтам, рыхлому снегу. Имея эластичную беговую дорожку, эти шины, по сравнению с применяемыми на ГАЗ-61 (с рисунком протектора «Граунд-грипп»), уменьшали сопротивление качению по твёрдой поверхности и были более долговечны. Они ставились потом на всех легковых вездеходах ГАЗ по 1958 год.
Однако из-за нехватки шин 6,50-16 довольно часто использовались шины 7,00-16 от ГАЗ-М1 с шоссейным рисунком протектора, по наружному диаметру и ширине практически не отличавшиеся от «вездеходных» 6,50-16, но с ограниченной проходимостью. Всё электрооборудование и приборы применялись действующего производства — от ГАЗ-М1 и ГАЗ-ММ. Их количество было сокращено до предела. В частности, отсутствовал указатель давления масла, указатель температуры охлаждающей жидкости.
На ГАЗ-67 сохранили основную силовую и кинематическую концепцию шасси, хорошо оправдавшую себя на ГАЗ-61: применение сравнительно малооборотного двигателя с увеличенным крутящим моментом и эластичной внешней характеристикой в сочетании с 4-ступенчатой КПП с большим силовым диапазоном, не требовавшей установки 2-ступенчатого демультипликатора (как на «Бантаме») и более удобной в управлении. Ведущий конструктор В. А. Грачёв сделал ставку на достижение небывало высокого динамического фактора (отношение свободной силы тяги на колёсах к полной массе) 0,74 — как и на ГАЗ-61, что теоретически позволяло преодолевать подъём по твёрдому грунту до 45 градусов, а также на использование шин низкого давления с грунтозацепами.
Кузов, созданный Б. Т. Комаревским — открытый, универсального назначения, с тремя сиденьями на четырёх человек (передние — раздельные, заднее — общее 2-местное). На полках задних крыльев по бокам могли сесть ещё двое. Там же размещалось стрелковое оружие, боеприпасы (вплоть до 45-мм снарядов) и специальное оборудование (рация). Для беспрепятственного и быстрого выхода кузов был бездверным — передние проёмы в непогоду закрывались брезентовыми фартуками.
Брезентовый тент простейшей формы без боковин придерживался одной дугой (потом двумя). Ветровое стекло (по опыту войны ветровое стекло устанавливалось строго вертикально, чтобы не отражать солнечные блики вверх) в жёсткой трубчатой рамке откидывалось вперёд и фиксировалось в горизонтальном положении. Стеклоочиститель с вакуумным приводом имел только водитель. Все поверхности кузова имели плоские очертания либо гнутые в одной плоскости формы коробчатой конструкции, что делало его простым в изготовлении. Торцы стальных кузовных панелей (толщиной 1,0-1,9 мм) окантовывались трубами. Все стыки соединялись точечной сваркой, изредка дуговой. В оформлении передка машины использовались элементы ГАЗ-АА: верхняя часть кожуха радиатора с эмблемой, крышки капота, основной бензобак на 43 литра перед ветровым стеклом, щиток приборов.
ГАЗ-67 отличался от ГАЗ-64 более широкой колеёй — 1445 мм вместо 1250 мм (из-за отклонений в производстве доходила до 1460 мм), получил усиленную раму, лонжероны которой имели полностью закрытый профиль, а также добавлены косынки, накладки, дополнительная задняя поперечина. Передний бампер отнесён вперёд на 40 мм (тем самым ликвидировался один из недостатков ГАЗ-64: быстрое появление при фронтовой эксплуатации трещин в некоторых перенапряжённых элементах рамы), появились расширители крыльев (ширина кузова по бортам почти не изменилась — 1442 мм), новое торпедо, установлены подножки вровень с крыльями, более мощный (54 л. с. при 2800 об/мин вместо 50 л. с.) мотор, максимальный крутящий момент которого повысился до 18 кгс·м при 1400 об/мин, дополнительный бензобак на 33 л. и ряд других изменений. Мощность двигателя повысилась в основном за счёт применения более совершенных карбюраторов К-23 типа «Стромберг[что?]» (впоследствии К-23Б) без пневматического экономайзера и с уточнением их регулировок.
Задние рессоры вынесены над кожухами моста (это увеличило дорожный просвет под ними) и опирались на раму через наружные консольные кронштейны. Из-за увеличения рессорной колеи стал ненужным задний стабилизатор поперечной устойчивости. Ввиду низкой эффективности и хронической нехватки сняли вторую пару амортизаторов с задней подвески.
На ГАЗ-67 были усилены элементы передней подвески (литые из ковкого чугуна проушины рессор вместо нежёстких штампованных, которые также исхитрились приваривать), крепление картера и кронштейна рулевого механизма, сошка руля, крепление запасного колеса к задней стенке кузова, буксирный прибор. Дополнительный бензобак (33 л.) размещён под сиденьем водителя. С системой питания он соединялся через трёхходовой кран от ГАЗ-ААА. Аккумуляторная батарея перенесена в специальный отсек за передним правым крылом. Доступ к ней стал удобнее, но увеличилась длина силового кабеля к стартеру (он расположен слева от двигателя) и тем самым несколько возросли электрические потери.
Воздушный фильтр (от ГАЗ-М1, но с сеткой от ГАЗ-11) более удобно расположили слева от двигателя и соединили его с карбюратором длинным патрубком. Модернизированный двигатель сохранил старое обозначение ГАЗ-64-6004 (иногда 64-6004-Б). Габариты ГАЗ-67 увеличились незначительно в длину (до 3345 мм) и заметно в ширину (до 1720 мм, потом ограниченную 1685—1690 мм). Передний свес составил 470 мм, задний 775 мм. Высота с поднятым тентом и с опущенным ветровым стеклом, а также клиренс под задним мостом (227 мм) не изменились. При установке шин 7,00-16 (а такая практика периодически продолжалась, даже после войны) клиренс возрастал до 235 мм. Высота по рулю (с опущенным ветровым стеклом) составляла 1270 мм, по капоту — 1160 мм, по запасному колесу — 1307 мм. Таким образом, ГАЗ-67 характеризовался достаточно низким силуэтом (по американским требования к «джипам» — 50 дюймов, то есть 1270 мм), облегчавшим движение в зарослях и маскировку. Приведённые чертёжные размеры не всегда выдерживались в производстве. Масса в снаряжённом состоянии возросла до 1376 кг (полная, с четырьмя пассажирами, до 1672 кг). В процессе освоения производства масса в снаряжённом состоянии снизилась до 1342 кг и в дальнейшем стабилизировалась в районе официальных 1320 кг. Углы въезда и съезда оставались большими: 68 градусов (несколько уменьшился из-за выноса переднего бампера) и 44 градуса, соответственно. Параметры профильной проходимости в целом не изменились и были по-прежнему высокими: подъём до 38 градусов, с прицепом 800 кг до 20 градусов, предел боковой устойчивости — 28 градусов, фактически даже больше (до 45 градусов). Радиус поворота увеличился, но ненамного — до 5,85 м. Преодолеваемый брод — без подготовки 0,55 м, со специальной подготовкой — 0,8 м. По сравнению с предшественником существенно улучшилась подвижность по разбитым дорогам с глубокими (до 0,45 м) колеями, проложенными тяжёлыми грузовиками — машина в них хорошо вписывалась и могла уверенно выходить на обочину через кюветы с крутыми стенками, двигаться по косогорам с уклоном до 22 градусов без сползания. Несмотря на широкую колею, радиус поперечной проходимости был достаточно мал — 1,36 м.
Просёлок с жидкой грязью глубиной 0,8 м (до верха колёс) преодолевался без затруднений на 2-й — 3-й передачах. Удельное давление на грунт с полной нагрузкой: передних колёс — 2,65 кгс/см2, задних — 3,9 кгс/см2. Глубина преодолеваемого самого тяжёлого снега — фирна — доходила до 0,4 м. С цепями противоскольжения на снегу глубиной 0,15 м брался подъём в 23 градуса. Максимальная скорость на шоссе, по сравнению с ГАЗ-64, уменьшилась незначительно: до 88 км/ч (за счёт увеличения полной массы и возросшей на 29 % лобовой площади кузова), минимальный расход топлива (бензин 2-го сорта с октановым числом 55-60, позже разрешили 66-70) по шоссе на 100 км составлял летом 13,2 л, зимой 13,7 л, что могло бы дать запас хода в 520—535 км. В реальной эксплуатации он был ниже — по шоссе в среднем 405 км, по сухой просёлочной дороге 335 км.
Отличные тяговые свойства двигателя позволяли ГАЗ-67 при движении по шоссе преодолевать на высшей передаче подъёмы до 6 градусов (10,5 %, на шоссе редко бывает выше) без потери скорости (с прицепом — 3 градуса). На заснеженном асфальте максимальное тяговое усилие на крюке ГАЗ-67 при нагрузке 300 кг составляло 1050 кгс при скорости 4 км/ч, на сухой бетонной дороге до 1220 кгс. И хотя по сравнению с ГАЗ-64 максимальный динамический фактор понизился до 0,71 (возросла полная масса автомобиля), он всё же оставался очень высоким для легкового вездехода (у «Виллиса» он не превышал значения 0,61). Масса прицепа в любых дорожных условиях, как показали ходовые испытания, могла достигать 1250 кг (57-мм противотанковая пушка ЗиС-2). Затем в эксплуатации она была ограничена до 800 кг. Со сравнительно тяжёлой 76-мм пушкой ГАЗ-67 работал с перегрузкой, с потерей динамики, но и тогда максимальная скорость по шоссе достигала 58,5 км/ч, а подъём по накатанному снегу — до 7 градусов. Такое движение не рекомендовалось, но допускалось в особых случаях на короткие расстояния. Скорость от 15 до 75 км/ч на прямой передаче он набирал за 27 с, двигаясь со средним ускорением 0,62 м/с2. Максимальное ускорение — 2 м/с2, достигалось при разгоне на 2-й передаче.
Своеобразной визитной карточкой ГАЗ-67 было 4-спицевое рулевое колесо с гнутым деревянным ободом диаметром 385 мм, вынужденно освоенное производством за одни сутки ввиду выхода из строя фабрики-поставщика карболитовых деталей (сгорела при бомбёжке). Несмотря на неказистый и даже архаичный вид, такой руль прижился, водители его даже любили за удобство работы без перчаток, особенно при морозе, и не торопились заменять при случае на пластмассовый. И новое 3-спицевое пластмассовое рулевое колесо диаметром 425 мм, специально созданное для ГАЗ-67Б, оказалось настолько удачным и всех устраивающим, что стало стандартным для послевоенных грузовых автомобилей ГАЗ и выпускается до сих пор.
Изготовление задних полуосей из стали 35ХГСА практически ликвидировало их поломки, хотя и не предотвратило совсем при больших перегрузках.

## Модернизация (ГАЗ-67Б)

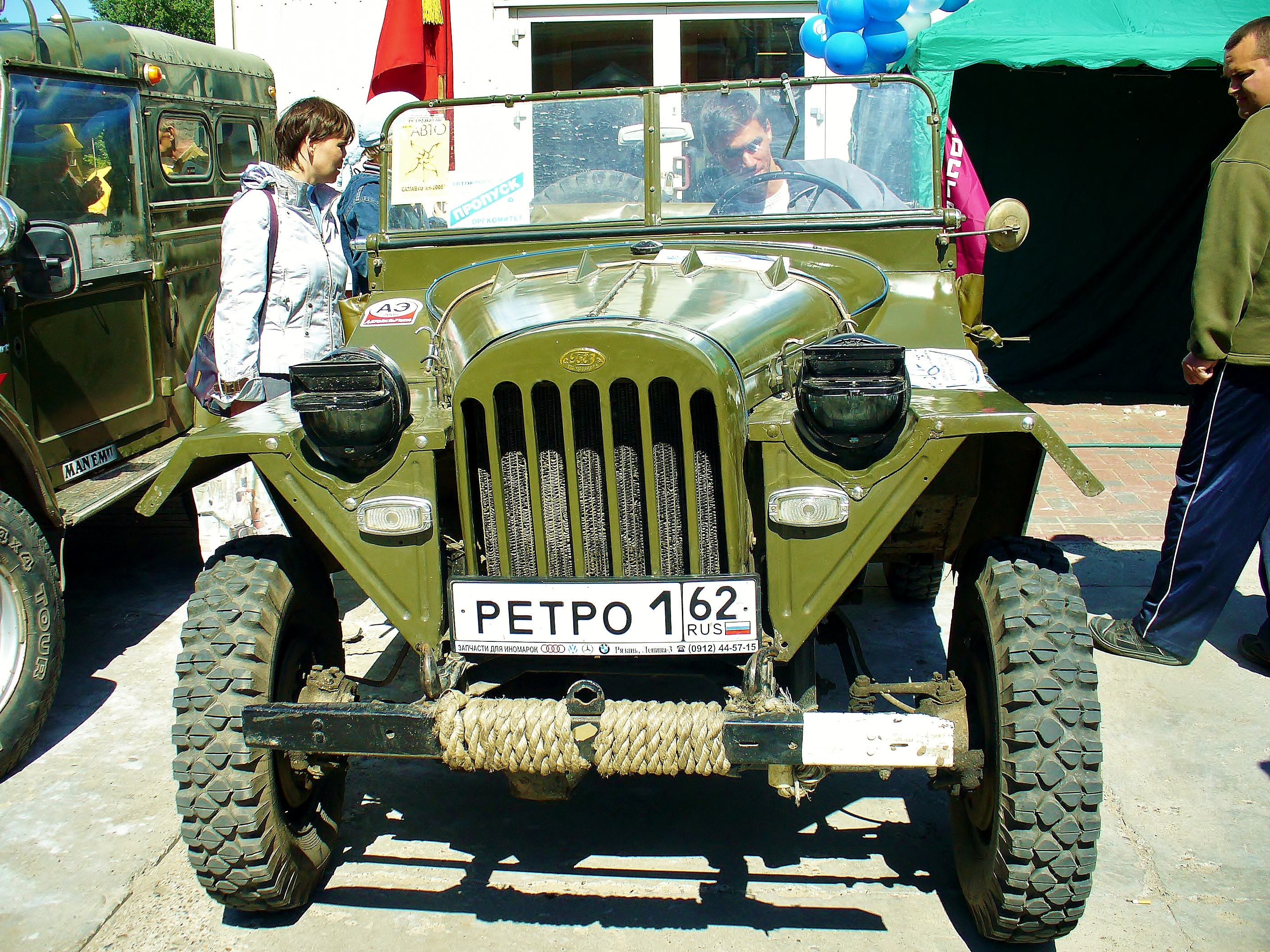
ГАЗ-67Б на Автофоруме-2007 в Нижнем Новгороде

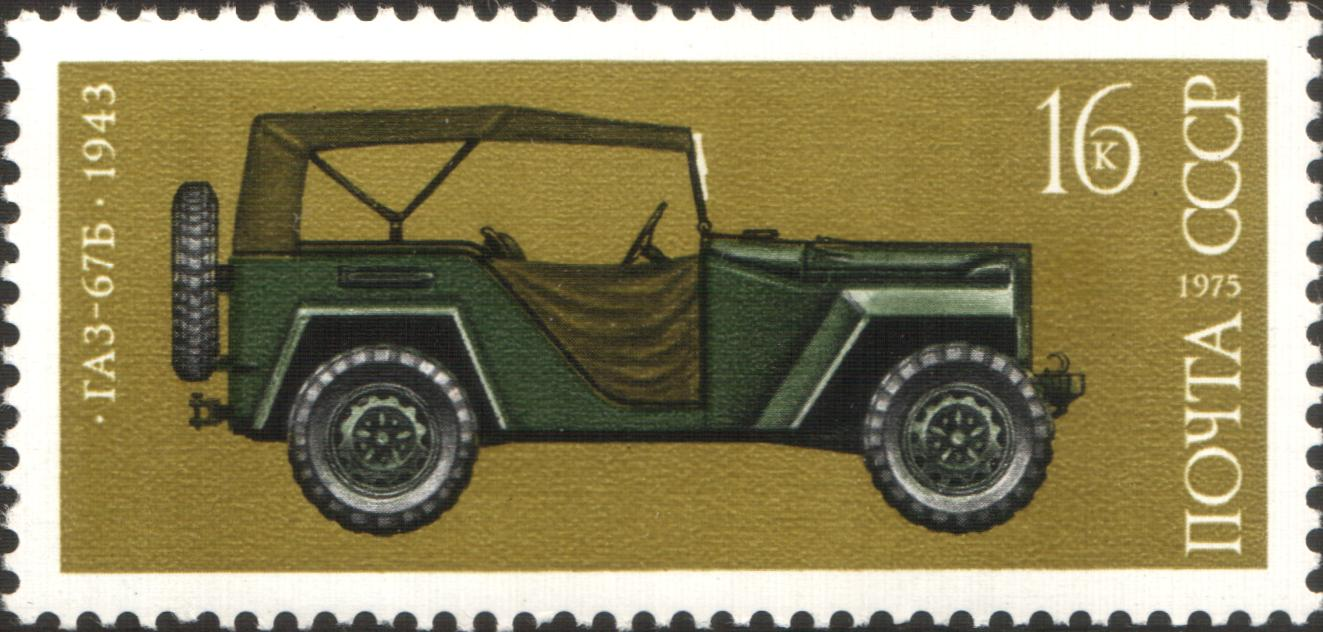
Почтовая марка СССР (1975)

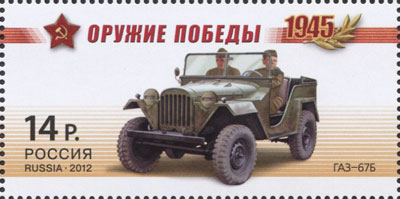
Почтовая марка России, 2012 г.

Модернизированный в 1944 году ГАЗ-67Б получил усиленные по ряду узлов передний мост и трансмиссию. Шариковые радиально-упорные шкворневые подшипники поворотных цапф переднего моста, унаследованные от ГАЗ-61, имели крайне низкий ресурс (5…8 тысяч км). В ноябре 1944 года они были заменены на подшипники скольжения типа «Уайт», более долговечные, ремонтопригодные и не боящиеся ударных нагрузок. К тому же они не были так чувствительны к загрязнениям из-за ненадёжности уплотнения сфер шаровых опор. Больше нареканий на этот узел в эксплуатации не было. Подобное техническое решение шкворневых опор оказалось удачным и впоследствии долго применялось на других лёгких вездеходах завода: ГАЗ-69, ГАЗ-62, ГАЗ-М72, ГАЗ-М73. С 15 ноября было внедрено усиленное крепление подшипников ступиц передних колёс, улучшено уплотнение шлиц переднего карданного вала, повышена прочность крепления передних рессор с помощью усиленных сквозных болтов вместо стремянок (с 25 октября). Плоские резиновые подушки стоек амортизаторов заменены на шарнирные соединения, более долговечные, введены более жёсткие диски колёс упрощённой конфигурации с увеличенной на 0,5 мм (до 3,6 мм) толщиной металла. Для уменьшения «виляния» колёс, особенно при износе их нерегулируемых подшипников, с 5 ноября 1944 года угол наклона оси шкворня вперёд (кастор) был уменьшен до 2 градусов. Наконец с 23 октября на двигатель вместо «эмовского» ИМ-91 поставили более совершенный распределитель типа Р-15, максимально унифицированный с распределителем Р-12 6-цилиндрового двигателя ГАЗ-11. Соединённый со свечами зажигания изолированными высоковольтными проводами (вместо медных пластин), он обеспечивал поддержание своей стабильной регулировки и лучшую пылевлагозащищённость электрических соединений с возможностью экранирования их от создаваемых радиопомех.
Под руководством ведущего конструктора Г. М. Вассермана (В. А. Грачёв был назначен главным конструктором на строящийся Днепропетровский автозавод, будущий «Южмаш»), в 1948 году сварная наборная решётка радиатора была заменена на штампованную с семью вертикальными прорезями, внедрён ряд агрегатов, унифицированных с ГАЗ-М20 и ГАЗ-51: карбюратор типа К-22 (не на всех машинах), фильтр—отстойник топлива, в очередной раз новый распределитель зажигания Р-30 с октан-корректором, усовершенствованные главные передачи мостов, а также амортизаторы двойного действия (с 1951 года).
ГАЗ-67Б выпускался до конца августа 1953 года, причём в 1953 году было изготовлено самое большое количество машин — 14502. Производство их доходило до 70 единиц в день. Всего же за 10 лет по уточнённым данным — 92843.

## В игровой и сувенирной индустрии

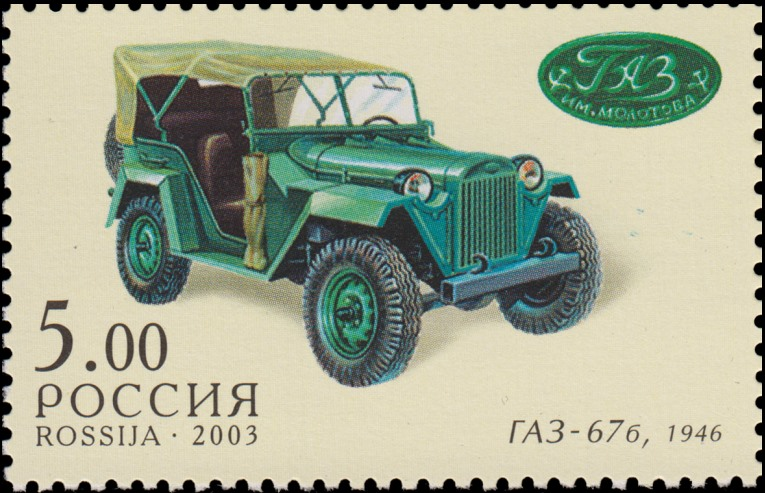
Почтовая марка России, 2003 год

Масштабная модель ГАЗ-67 в промышленных масштабах в СССР не выпускалась.
С 1973 г. фирма Tamiya (Япония) выпускает модель ГАЗ-67Б в масштабе 1:35.
В марте 2010 г. фирма РСТ выпустила для журнальной серии Автолегенды СССР издательского дома ДеАгостини модель ГАЗ-67Б в масштабе 1:43 со штампованной решёткой радиатора.
В сентябре 2019 г. в продажу, вместе с 42-м номером журнала «Легендарные советские автомобили» (Ашет Коллекция), вышел ГАЗ-67Б в масштабе 1:24.
Летом 2023 г. Санкт-Петербургская фирма "Моделист" начала перепаковывать в свои коробки версию ГАЗ-67Б от китайской S-Model в масштабе 1:72.